# NGC 5441
NGC 5441 је спирална галаксија у сазвежђу Ловачки пси која се налази на NGC листи објеката дубоког неба.
Деклинација објекта је + 34° 41' 4" а ректасцензија 14h 3m 11,9s. Привидна величина (магнитуда) објекта NGC 5441 износи 15,6 а фотографска магнитуда 16,3. NGC 5441 је још познат и под ознакама MCG 6-31-53, KUG 1401+349, PGC 50057.